# Eugenia Dudzik
Eugenia Dudzik z domu Niemyt (ur. 20 kwietnia 1926 w Poznaniu, zm. 22 października 2018) – polska pedagożka, działaczka społeczna, honorowa obywatelka Olsztyna.

## Życiorys
Eugenia Dudzik wychowywała się w Poznaniu. Okres II wojny światowej spędziła w Warszawie. Po ukończeniu Liceum Pedagogicznego w Poznaniu w 1946 zaczęła pracować w szkole podstawowej w Brąswałdzie na Warmii. Prowadziła zajęcia z gospodarstwa domowego dla młodzieży oraz chór i kółko teatralne dla dzieci. Pracowała w olsztyneckim domu dziecka (od 1947), w Ostródzie, w Barczewie jako kierowniczka przedszkola. Od 1956 uczyła plastyki i techniki w Szkole Podstawowej nr 2 w Olsztynie. Była opiekunką szkolnego koła PCK. W międzyczasie ukończyła studium nauczycielskie i studia na Uniwersytecie Gdańskim, gdzie uzyskała tytuł magistra pedagogiki. Od 1963 do 1973 była nauczycielką I Liceum Ogólnokształcącego w Olsztynie. Była opiekunką koła PCK i Społeczną Instruktorką Młodzieży. Działała społecznie na rzecz domów dziecka i domów starców. Pracowała później w Wojewódzkiej Poradni Wychowawczo-Zawodowej. W latach 1974–1997 była dyżurną telefonu zaufania. Od 1981 związana z Wyższą Szkołą Pedagogiczną w Olsztynie. Była członkinią, a następnie wiceprezeską Olsztyńskiego Stowarzyszenia Chorych Reumatycznie. Sprawowała opiekę nad Galerią Osób Niepełnosprawnych.
Po przyjściu na emeryturę nadal była zaangażowana społecznie. W 1994 była wśród inicjatorów powołała Uniwersytet Trzeciego Wieku. Od 1995 była jego społeczną kierowniczką, a w latach 1997–2007 prezeską Stowarzyszenia Warmińsko-Mazurskiego Uniwersytetu Trzeciego Wieku w Olsztynie. Od 2003, jako stypendystka Prezydenta Miasta Olsztyna, prowadziła terapię zajęciową dla słuchaczy UTW oraz osób niepełnosprawnych w domach opieki społecznej i domach dziennego pobytu.
Eugenia Dudzik zajmowała się również malarstwem.
Córka Leona. Zamężna z Marianem Dudzikiem. Pochowana na cmentarzu komunalnym w Olsztynie.

## Odznaczenia i wyróżnienia
- 1961, 1969 – Honorowe Odznaki PCK[1]
- 1965 – Złota Odznaka honorowa „Zasłużony dla Warmii i Mazur”[1]
- 1972 – Srebrny Krzyż Zasługi[1]
- 1975 – Złoty Krzyż Zasługi[1]
- 1975 – Nagroda Ministra Oświaty i Wychowania[1]
- 1979 – Nagroda Kuratora Oświaty i Wychowania[1]
- 1984 – odznaczenie Za Zasługi dla Oświaty Województwa Olsztyńskiego[1]
- 1984 – Medal 40-lecia Polski Ludowej[1]
- 1989 – Odznaka „Zasłużony Działacz Kultury”[1]
- 1989 – Krzyż Kawalerski Orderu Odrodzenia Polski[1]
- 1989 – Nagroda Rektora Wyższej Szkoły Pedagogicznej w Olsztynie[1]
- 1996 – Medal za Długoletnie Pożycie Małżeńskie[4]
- 2005 – tytuł Honorowej Obywatelki Olsztyna[1]